# Sean Ali Stone
Sean Ali Stone (født 29. december 1984) er en amerikansk filminstruktør, producer, filmfotograf, manuskriptforfatter og skuespiller.

## Filmografi (instruktør og skuespiller)
- W. (2008)
- World Trade Center (2006)
- Comandante (2003)
- Any Given Sunday (1999)
- U-Turn (1997)
- Nixon (1995)
- Natural Born Killers (1994)
- Himmel og jord (Heaven and Earth, 1993)
- JFK (1991)
- The Doors (1991)
- Født den 4. juli (Born on the Fourth of July, 1989)
- Wall Street (1987)
- Platoon (1986)
- Salvador (1986)